# 第八十四号哨戒特務艇
第八十四号哨戒特務艇（だいはちじゅうよんごうしょうかいとくむてい）は、日本海軍の特務艇（哨戒特務艇）。第一号型哨戒特務艇の36番艇。太平洋戦争の終戦時に残存し、戦後は所属と艇名を変えながら一貫して掃海に従事した。

## 艇歴
マル戦計画の特務艇、第2121号艦型の84番艇、仮称艦名第2204号艦として計画。1944年11月5日、第八十四号哨戒特務艇と命名されて第一号型哨戒特務艇の33番艇に定められ、本籍を舞鶴鎮守府と仮定。1945年4月30日、船体概成により株式会社米子造船所から舞鶴海軍工廠へ引き渡し。5月3日、艤装員事務所を舞鶴海軍工廠本艇内に設置し事務を開始。6月7日竣工し、本籍を舞鶴鎮守府に定められ、舞鶴鎮守府新潟港湾警備隊に編入。
終戦時残存。11月30日、海軍省の廃止に伴い除籍。
1945年12月1日、第二復員省の開庁に伴い、舞鶴地方復員局所管の掃海艦に定められ、同局掃海部新潟支部所属と定められる。また、同日から艦名を哨特第八十四号としている。
1946年6月15日、復員庁の開庁に伴い、所属を新潟掃海部に改められる。7月20日、新潟掃海部が廃止され、所属を舞鶴掃海部に改められる。12月25日、舞鶴掃海部が廃止され、所属を下関掃海部に改められる。

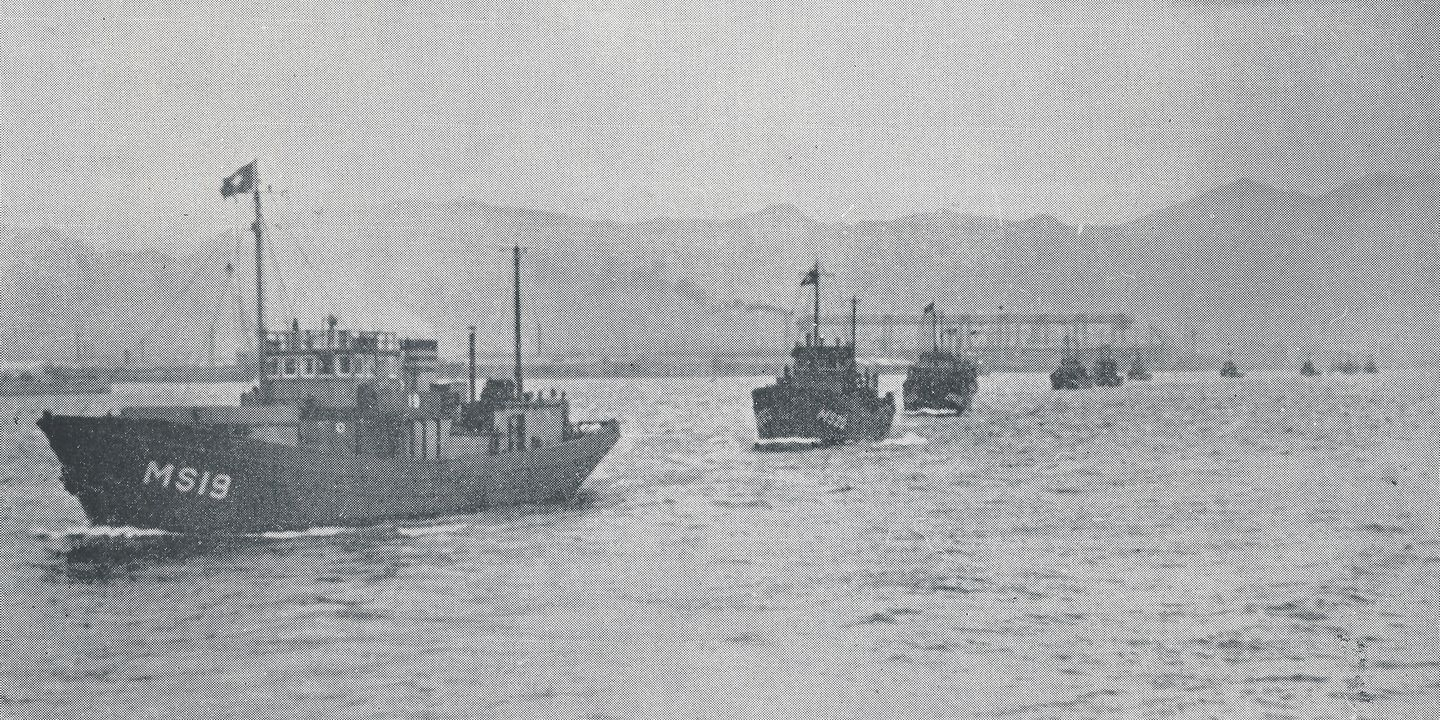
1948年10月、海上保安庁初の閲艇式に参加するため神戸港を出港中の同庁掃海船群。手前から3隻は哨特第八四号、哨特第一三四号、哨特第一三六号。

1948年1月1日、復員庁が廃止され、運輸省に移管。5月1日、海上保安庁に編入され掃海船MS-19となる。8月20日、船名を哨特第八四号 MS-19に定められる。朝鮮戦争の際、本船は日本特別掃海隊第3掃海隊に配され、1950年11月18日から元山沖の掃海に従事。11月24日、第二次第1掃海隊に編入され、引き続き12月4日まで元山沖の掃海に従事した。1951年12月1日、船名をつるしま MS-19に改正。
1952年8月1日、保安庁警備隊に移管され、第二幕僚監部横須賀航路啓開隊第1掃海隊に編入。1953年9月16日、横須賀地方総監部横須賀基地警防隊第1掃海隊に編入。1954年1月15日、大湊地方総監部函館基地隊第2掃海隊に編入。
1954年7月1日、保安庁警備隊は海上自衛隊に改組。掃海艇となる。大湊地方総監部函館基地隊第2掃海隊に編入。1957年9月1日、艇番号をMSI-685に改正。1958年9月9日、舞鶴地方総監部舞鶴基地警防隊第1掃海隊に編入。1962年3月31日、支援船に編入され船名を掃海雑船24号 YAM-24に改正。1963年1月1日、船種呼称を掃海船に改正。同年3月31日、海上自衛隊から除籍された。